# سبيشسكه فالخي
سبيشسكه فالخي (بالإنجليزية: Spišské Vlachy)‏ هي بلدة و municipality of Slovakia تقع في سلوفاكيا في Spišská Nová Ves District.[بحاجة لمصدر] يقدر عدد سكانها بـ 3,596 نسمة .